# Фрийлансър
Фрийлансър (среща се и като фрилансър, фрийленсър и фриленсър) е човек, който изпълнява определена професия на свободна практика.

## Произход
Сам по себе си произходът на думата фрийланс е доста интересен – за първи път тя е използвана през 1820 г. от сър Уолтър Скот, който описва в своя рицарски роман „Айвънхоу“ средновековен воин-наемник като free-lance (буквално „свободно копие“ – в смисъл, че може да бъде наето). През втората половина на 19 век, двете думи се сливат и терминът започва да се използва като съществително вече в преносен, а не в буквален смисъл и то конкретно в сферата на журналистиката, като определение за писане на свободна практика. В началото на XX в. се появява производната дума фрийлансър, а фрийланс постепенно започва да се използва и като глагол и прилагателно. Днес терминът се употребява за всички независими специалисти, които се ангажират само за извършването на определен проект и сами решават кога, колко и как да работят. С развитието на интернет технологиите тази възможност за заетост става все по-реална и достъпна.

## Обща информация
Като фрийлансъри обикновено се сочат хората, които работят на свободна практика в различни области. Не всяка професия обаче позволява преминаването към свободна практика. Например, завършилите бизнес администрация или редовите чиновници, трудно могат да избегнат четирите стени на офиса или учреждението. Фрийлансингът е най-популярен сред артистичните професии – художници, фотографи, журналисти, преводачи, графични, интериорни и уеб дизайнери, но е характерен също за счетоводители, програмисти и консултанти. Фрийлансърите понякога биват представлявани от компания или агенция, която препродава техният труд на крайни клиенти. В други случаи, фрийлансърите работят независимо и използват професионални контакти или уеб страници, за да намират работа.
Професии, при които работата на свободна практика е често срещана включват: музика, журналистика, предпечат, писане на сценарии, заснемане на филми, актьорска игра, фотожурналистика, козметика, редакторска работа, фотография, организиране и планиране на събития, редакция и коригиране на текст, програмиране, уеб дизайн, графичен дизайн, разработване на уеб сайтове, консултантска дейност, ръководене на екскурзии, частни уроци, редактиране на видео, произвеждане на видео, преводаческа дейност, илюстриране и други.
Някои хора избират да са самонаети според предпочитанията си или имат собствени причини. В началото като започнат като самонаето лице, нямат много работа и определено не биха искали да я подбират, защото по този начин е малко вероятно бизнесът да им потръгне. След като това стане обаче, могат да избират кои оферти да приемат и кои не, както и да съберат екип. При това да са си сами шефове си има предимство, че няма да загубят работата си, но никой не е застрахован и ако нямат достатъчно клиенти, поръчки и оферти, това също може да доведе до загуба на работата. Ако има работа, трябва да са готови да работят наистина много усърдно, за да развиват бизнеса си. Някои от тях работят постоянно, дори и през почивните дни и нямат време за празници, почивки и др., така че трябва да са готови да направят и тази саможертва, но ако харесват работата си и не я приемат като задължение, едва ли ще имат проблем с това. Има хора предпочитащи облагите, които получават от това да работят като наети от работодател и затова търсят само такава работа. Има и такива, които са били самонаети лица, но са се преориентирали, защото да работят като самонаети, понякога може да бъде голямо предизвикателство. Ако работата е сигурна, нямат притесненията на самонаетите си колеги, като например, че в даден момент могат да останат без, но и при наетите на постоянна работа има риск да я загубят. Някои от облагите на постоянната работа са: платен отпуск, пенсия, застраховка, платен болничен и др. При самонаетите тези преимущества липсват, освен ако самите те не си ги осигурят.

## Демография
Общият брой на фрийлансърите в САЩ не е известен, тъй като най-скорошното правителствено изследване е от 2005 година. По това време приблизително 10.3 милиона души в САЩ (7,4% от трудещите се) работят на свободна практика. През 2013 г. Съюзът на фрийлансърите пресмята, че 1 от 3 служители в САЩ работят на свободна практика (приблизително 42 милиона души), като над 4 милиона от работещите са от творческите среди, традиционно свързвани с подобна работа, като писатели, артисти, работещи в медиите и развлекателната индустрия. Общият брой фрийлансъри във Великобритания също не е известен. Въпреки това, данни от Бюрото за национална статистика показват, че броят на хората, които работят основно от дома, е нараснал от 9,2% през 2001 г. до 10,7% през 2011 г. Смята се, че във Великобритания има около 1.7 милиона работещи на свободна практика.
Докладът за фийланс индустрията от 2012 г. изчислява, че повече от 71% от работещите на свободна практика са жени между 30 и 50-годишна възраст. Други проучвания дават подобни резултати.

## Установени практики и възнаграждение
Според Доклада за фийланс индустрията от 2012 г., съставен основно от данни за работещите на свободна практика в Северна Америка, почти половината от фрийлансърите пишат текстове, като 18% от тях са отбелязали писането като основното си умение, 10% редактирането, 10% проверката на текст, а 20% са посочили основните си умения в сферата на дизайна. На следващото място в списъка е преводаческата дейност (8%), разработките за уеб (5,5%) и маркетингът (4%). В проучване на Elance (уеб платформа за връзка между фрийлансъри и работодатели), 39% от участниците отбелязват, че основните им умения са писането и редактирането на текст.
Установените правила при работа на свободна практика зависят от професията и се променят с времето. При консултантска дейност може да се изисква клиентът да подпише договор. От друга страна, при журналисти и автори, фрийлансърите може да работят без заплащане или „по спецификация“, за да изградят репутацията си или да установят връзка с издател. Някои фрийлансъри може да извършат писмена оценка на работата и да изискат депозит от клиента.
Заплащането при работа зависи от професията, уменията и опита. Фрийлансърите може да изискват заплащане на ден, час, за завършена част от проект или за цял проект. Заплащането може да бъде изцяло предварително, определен процент предварително или само след завършване на проект. При сложни проекти може да бъде сключен договор, в който да бъде описан график на плащания, на база на постигнати конкретни цели и резултати. Един от недостатъците на работата на свободна практика е, че заплащането не е гарантирано и работата може да бъде много несигурна. При писатели и други хора на изкуството, работата на свободна практика често включва хора, които създават произведения по своя инициатива, след което търсят издател. В много случаи създателят на произведението запазва авторските права и ги продава на издатели за определен период от време.

## Влияние на интернет
Широкото разпространение на интернет и развитието на съпътстващите го банкови и информационни технологии, позволяват на някои категории работници да намалят престоя си на работното място и дори да преминат изцяло към надомна работа. В днешно време интернет формира устойчива прослойка от фрийлансъри, които заработват доходите си от дома. Интернет създава много възможности за работа на свободна практика, разширява съществуващи пазари и допринася за растеж в сектора на услугите в много икономики. Аутсорсингът разчита основно на интернет за икономически изгоден достъп до отдалечени служители и на различни технологии за управление на процеса на работа. По този начин много работа се прехвърля от развитите към развиващите се страни извън САЩ и Европа. Онлайн пазарите за работа са уеб страници, които свързват купувачи и продавачи на услуги през интернет. Купувачите наддават за услугите и предлагат възнаграждение във вид на фиксирана сума за целия труд или като почасово заплащане. Тези платформи позволяват на хора да се запишат отдалечено за работа и да получат заплащане за нея през своят акаунт.
Интернет също така позволява на много фрийлансъри да бъдат интервюирани и наети без да се срещат лично с работодателя. Това улеснява бизнес връзките на голямо разстояние, но може и да се окаже предизвикателство при отсяването на кандидатите. Честа практика е след интервю да се избере повече от един кандидат и да се даде кратка тестова задача, като допълнителна стъпка към процеса на наемане.
Съществуват много специализирани интернет сайтове, които помагат на фрийлансърите при намирането на работа като Freelancer.com, Elance, Upwork, Guru.com, Peopleperhour и Fiverr.com.

## Правни аспекти
За разлика от хората на трудов договор, самонаетите лица (фрийлансъри) са длъжни да се осигуряват според КТ (кодекса на труда). Самонаетите лица сами си плащат осигуровките за пенсия, инвалидност поради общо заболяване, осигурителен стаж и възраст, наследствена пенсия и данък общ доход. Всяка година трябва да попълват данъчна декларация на приходите и разходите. Те нямат годишни надбавки, но могат да получават данъчни облекчения от бизнес разходите си, като такива например, могат да се зачислят наем за офис помещение, заплати на работници, бизнес ставки и др. Според НСИ (Националният статистически институт), за 2014 г. самонаетите лица в България са 806 900 души, като от тях извън селското стопанство и строителството работят около 49 хиляди души. Извън преработващата промишленост, другите водещи отрасли от гледна точка на новосъздадената заетост са дейностите в сферата на информационните технологии, където новите заети през третото тримесечие (на годишна база) са 2307 души и различните бизнес услуги (юридически, счетоводни, консултантски, архитектурни, инженерни, рекламни и др.), където са създадени около 2200 нови работни места. Реално ръстът на заетостта в бизнес услугите отразява бума на инвестиции в аутсорсинга. Според изследването „Самонаемането в България“ на д-р Победа Луканова от Икономическия институт на БАН, над половината от самонаетите лица в България работят в сивия сектор на икономиката. От организацията на неформалните работници през 2014 г. твърдят, че едва около 8 процента от самонаетите в България работят на трудови договори и плащат данъци и осигуровки.
Фрийлансърите често трябва самостоятелно да се справят с договори, правни казуси, счетоводство, маркетинг и други бизнес функции. Използването на професионалисти за въпросните услуги може се окаже значителен разход. Работното време може да премине стандартната продължителност на работния ден и работната седмица. Европейската комисия не дефинира фрийлансърите в нито един законов текст. Въпреки това, Европейската комисия описва работещ за себе си човек като: „извършващ дейност за собствена облага в съгласие с местното законодателство“. Тази дефиниция е част от директива 2010/41/EU за прилагане на принципите за еднакво отношение към мъже и жени, работещи на свободна практика. Европейският форум на независимите професионалисти дефинира фрийлансърите като „висококвалифицирана част от работещите на свободна практика, неангажирана с работодател или служители, която предлага специализирани услуги от интелектуален характер“. Независимите професионалисти работят в различни професии от креативен, управленски, научен и технически характер, като не са хомогенна група и не може да бъдат изследвани като едно цяло. Общи характеристики са автономност, висока производителност на труда, специализация и голяма доза предприемачество. В Европа възприеманите недостатъци от работата на свободна практика принуждават Европейският съюз да проучи сферата, в резултат на което са изработени предварителни разпоредби, които ако се приемат, ще направят незаконно компании и организации да наемат директно фрийлансъри, освен ако не им предоставят привилегии като вноски за пенсия и платен отпуск. В Обединеното кралство, където условията за интеграция в Европейския съюз се обсъждат разгорещено, такава мярка ще доведе до значителна промяна в начина, по който работят фрийлансърите. Работодателите биха били принудени да сключат договори с фрийлансърите или да наемат само такива, вече ангажирани от агенции, които им дават такива права.

## Сигурност
Съществуват практики за повишаване на сигурността при работа на свободна практика. Сайтове като upwork.com работят с фирми и фрийлансъри от цял свят от всички възможни области – информационни технологии, софтуер, програмиране, развлекателната индустрия, предпечат и текстообработка, въвеждане на данни и други. Сайтът-посредник сключва договор с работодателя. При нарушаване на условията в договора от страна на работодателя (например неплащане за извършена работа), неговия акаунт бива блокиран. Има наказания за работодатели, които искат да им бъде свършена работа без заплащане. В този сайт мненията на фрийлансърите за фирмите-възложители са публични. При некоректно поведение на работодател, дори и фирмата да е клиент от години, и за това време да е донесла стотици хиляди на Upwork като посредник, акаунтът ѝ се изтрива.

## Предимства
В общия случай, фрийлансърите не изтъкват една-единствена основна причина защо избират този начин на работа. Възприеманите плюсове се различават в зависимост от пола, професията и начина на живот. Според В Докладът за фийланс индустрията от 2012 г. се твърди, че мъжете и жените изтъкват различни плюсове на този вид работа. Жените наблягат на свободата и гъвкавостта за използване на свободното време, докато мъжете изтъкват възможността да се отдадат на лични интереси. Работата на свободна практика често бива предприемана от хора, които са били съкратени, не могат да намерят работа на пълен работен ден или от работещи в сфера (като журналистика), тенденциозно все повече не се разчита на постоянни служители, наети на пълно работно време. Фрийлансърите включват и студенти, които търсят допълнителни доходи. В интервюта и блогове работещите често изтъкват като предимства възможността за избор и гъвкавостта на този начин на работа.

## Недостатъци
Свободната практика, подобно на други форми на временна заетост, може да бъде несигурна работа. Уеб сайтове, книги и организации на фрийлансъри често включват съвети за намиране и поддържане на постоянен поток от работни ангажименти. Освен липсата на сигурност в работата, много фрийлансъри споделят постоянното неудобство от разправяне с работодатели, които не плащат навреме и опасността от по-продължителни периоди без заетост. Също така, практикуващите свободна практика са лишени от придобивки като пенсия, болнични, платен отпуск, бонуси и здравно осигуряване, което може да бъде сериозно затруднение за хора, живеещи в страни като САЩ, в които няма универсално здравеопазване. Работещите на свободна практика често печелят по-малко от постоянно наетите на подобна позиция. В много случаи уеб портали привличат работодатели, които плащат малко (под 10 щ.д. на час) и изискват високи стандарти. Участници предлагат да работят за заплащане до 1 – 2 щ.д. на час. Тъй като много проекти изискват наддаване, професионалистите не наддават, защото отказват да работят за ниско заплащане. В резултат на това спада средното качество на предлаганите услуги.
Според изследване за журналисти и редактори на асоциацията на професионалните писатели в Канада от 2005 г., съществува голяма разлика в заплатите на наети на пълен работен ден и журналисти на свободна практика. В типичния случай, работещият на свободна практика в Канада е жена между 35 и 55-годишна възраст, с полувисше или висше образование и печели 30 000 канадски долара на година, преди облагане с данъци. В същото време, работещ на пълен работен ден на близка възраст и с подобен опит, печели поне 63 500 долара годишно. Често се изтъква, че работата от дома е привлекателна страна на свободната практика. Въпреки това изследвания сочат, че тя изисква нови ограничения в процеса на работа, особено за омъжени жени със семейства, които поемат по-голямата част от домакинската работа и грижата за децата.